# Augustin Sagna
Augustin Sagna (* 23. Oktober 1920 in Bignona, Region Ziguinchor, Senegal; † 12. Dezember 2012 in Ziguinchor, Senegal) war Bischof von Ziguinchor.

## Leben
Augustin Sagna trat nach dem Besuch der Schule in Fogny in das Kleine Priesterseminar in Ziguinchor ein, später in das Große Seminar in Koumi in Obervolta. Er empfing am 17. März 1950 in Ségou, Mali, die Priesterweihe und war zunächst Lehrer und Superior des Kleinen Seminars in Ziguinchor. Er war Generalvikar und Domkapitular.
Papst Paul VI. ernannte ihn am 29. September 1966 zum Bischof von Ziguinchor. Der Erzbischof von Dakar, Hyacinthe Thiandoum, spendete ihm am 15. Januar 1967 die Bischofsweihe im Priesterseminar Saint-Louis in Ziguinchor; Mitkonsekratoren waren Luc Auguste Sangaré, Erzbischof von Bamako, und Prosper Dodds CSSp, Bischof von Saint-Louis du Sénégal. Sein bischöflicher Wahlspruch war: Omnia in Christo („Alles in Christus“).
Am 23. Oktober 1995 nahm Papst Johannes Paul II. seinen altersbedingten Rücktritt an. Er engagierte sich weiterhin als Seelsorger in Cabrousse.